# Canons Regular of the New Jerusalem
Die Canons Regular of the New Jerusalem sind eine katholische Ordensgemeinschaft.
Die Gemeinschaft, die die tridentinische Liturgie pflegt, wurde 2002 in Chesterfield (Missouri), im Bistum La Crosse, begründet. Ihre Mitglieder leben nach der Regel des heiligen Augustinus.